# Тур Туна (женский)
Тур Туна (фр. Tour de Toona) — шоссейная многодневная велогонка, проходившая по территории США с 1987 года по 2011 год. Является женской версией мужской гонки Тур Туна.

## История
Гонка была создана в 1987 году одновременно с мужской версией. На протяжении всей своей истории проводилась в рамках национального календаря. 
Дебютная гонка была однодневной, а со следующего 1988 года стала многодневной. В конце 2000-х годов столкнулась с финансовыми трудностями. Из-за этого в 2008 и 2010 году была однодневной в формате критериума, а в 2009 году и вовсе не проводилась. В 2011 году вернулась к многодневному формату.
В следующем 2012 году снова была отменена из-за финансовых проблем и больше не проводилась.
Маршрут гонки проходил в окрестностях города Алтуна штата Пенсильвания и состоял из 6-7 этапов. Гонка начиналась с короткой индивидуальной гонки протяжённостью 5 км в Алтуне. Затем следовало 4-5 групповых этапов протяжённостью от 100 до 160 км, три из которых в порядке проведения проходили в городах Джонстаун, Холлидейсберг и Мартинсбург. Последний этап представлял собой критериум на 50 км в центре Алтуна.
Рекордсменкой с тремя победами стала канадка Лин Бессетт.

## Призёры
| Год  | Победитель             | Второй            | Третий                     |
| ---- | ---------------------- | ----------------- | -------------------------- |
| 1987 | Сара Констанцо         |                   |                            |
| 1988 | Кэти Стил              |                   |                            |
| 1989 | Сьюзан Дибиасе         | Надин Делозье     | Эим Макнелл                |
| 1990 | Дануте Банкайтис-Дэвис | Дженис Болланд    | Салли Зак                  |
| 1991 | Линда Бреннеман        | Жанна Голай       | Шари Кейн                  |
| 1992 | Карен Ливингстон-Блисс | Элизабет Эмери    | Линда Джексон              |
| 1993 | Ив Стивенсон           | Элисон Данлап     | Джули Янг                  |
| 1994 | Брук Блэквелдер        | Кэрол Энн Бостик  | Элизабет Эмери             |
| 1995 | Филлис Хайнс           | Элизабет Эмери    | Луиза Дженкинс             |
| 1996 | Линда Джексон          | Лаура Чарамеда    | Карен Куррек               |
| 1997 | Деде Барри             | Сюзи Прайд        | Элизабет Эмери Сара Ульмер |
| 1998 | Кендра Венцель         | Линда Джексон     | Сюзи Прайд                 |
| 1999 | Анке Эрланк            | Кэти Уотт         | Кристина Редден            |
| 2000 | Лин Бессетт            | Сара Ульмер       | Трейси Годри               |
| 2001 | Женевьева Жансон       | Пиа Сандстедт     | Розалинд Рики-Мэй          |
| 2002 | Хизер Альберт          | Мария Луиса Калле | Джессика Филлипс           |
| 2003 | Лин Бессетт            | Женевьева Жансон  | Карен Бёккель              |
| 2004 | Лин Бессетт            | Сью Палмер-Комар  | Эрин Уиллок                |
| 2005 | Кристин Торберн        | Аннетт Бойтлер    | Кимберли Болдуин           |
| 2006 | Кристин Армстронг      | Алекс Врублески   | Эрин Уиллок                |
| 2007 | Кристин Армстронг      | Мара Эбботт       | Кори Келли-Зеехафер        |
| 2008 | Лаура Ван Гилдер       | Визер Уинтер      | Жаклин Кроуэлл             |
| 2010 | Катрин Селлерс         | Эрика Аллар       | Лаура Ван Гилдер           |
| 2011 | Жанель Холкомб         | Тара Уиттен       | Кэтрин Донован             |